# Kościół św. Andrzeja Apostoła w Nowej Wsi Królewskiej
Kościół pw. św. Andrzeja Apostoła – zabytkowy rzymskokatolicki kościół parafialny w Nowej Wsi Królewskiej, w powiecie wrzesińskim, w województwie wielkopolskim. 
Jest świątynią parafii św. Andrzeja Apostoła.

## Historia
Świątynia najprawdopodobniej została ufundowana z kasy królewskiej i była budowana w latach od ok. 1550 do ok. 1580. Mimo iż usytuowana jest w centrum Wielkopolski, to budynek posiada cechy charakterystyczne małopolskich kościołów drewnianych.
Restauracja kościoła odbyła się w latach siedemdziesiątych XX wieku, a kolejna w 1988.

## Budowa
Kościół ma dach kryty gontami, jest zrębowej konstrukcji, a od zewnątrz można zaobserwować szalunek. Wieża nie była pierwotnie w planach, lecz została dobudowana. Posiada dach ostrosłupowy. Prezbiterium jest trójbocznie zamknięte. Na ścianach istnieją fragmenty polichromii z drugiej połowy XVI w. Widnieje tam fragment postaci świętego. Większość elementów w kościele pochodzi z ok. 1640. Na ołtarzu głównym widnieje rzeźba św. Anny. Na belce ujrzeć można grupę pasyjną z Jezusem Chrystusem, Matką Boską Bolesną, św. Janem Ewangelistą, św. Marią Magdaleną i dwoma żołnierzami.

## Galeria

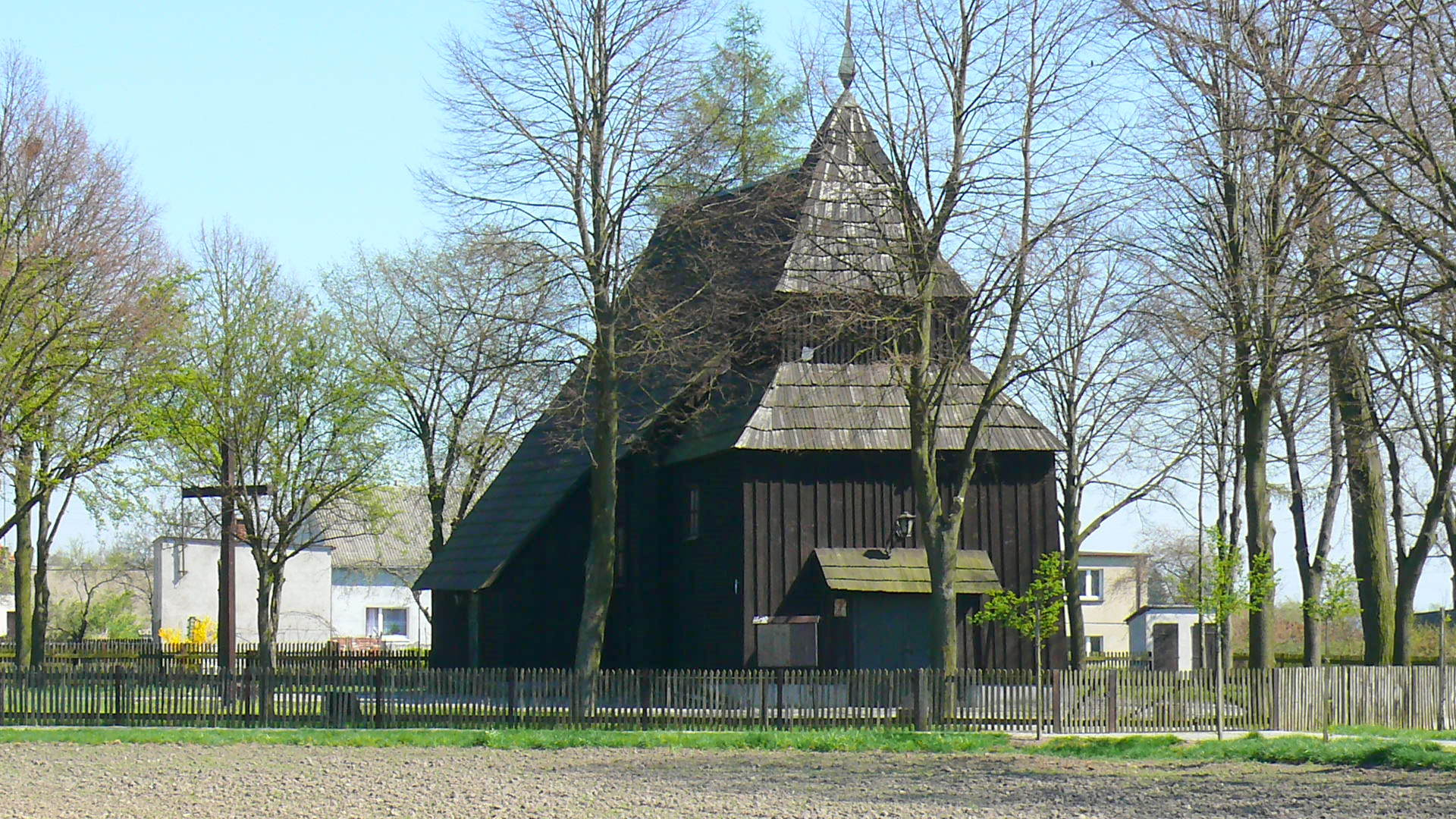
Kościół od frontu
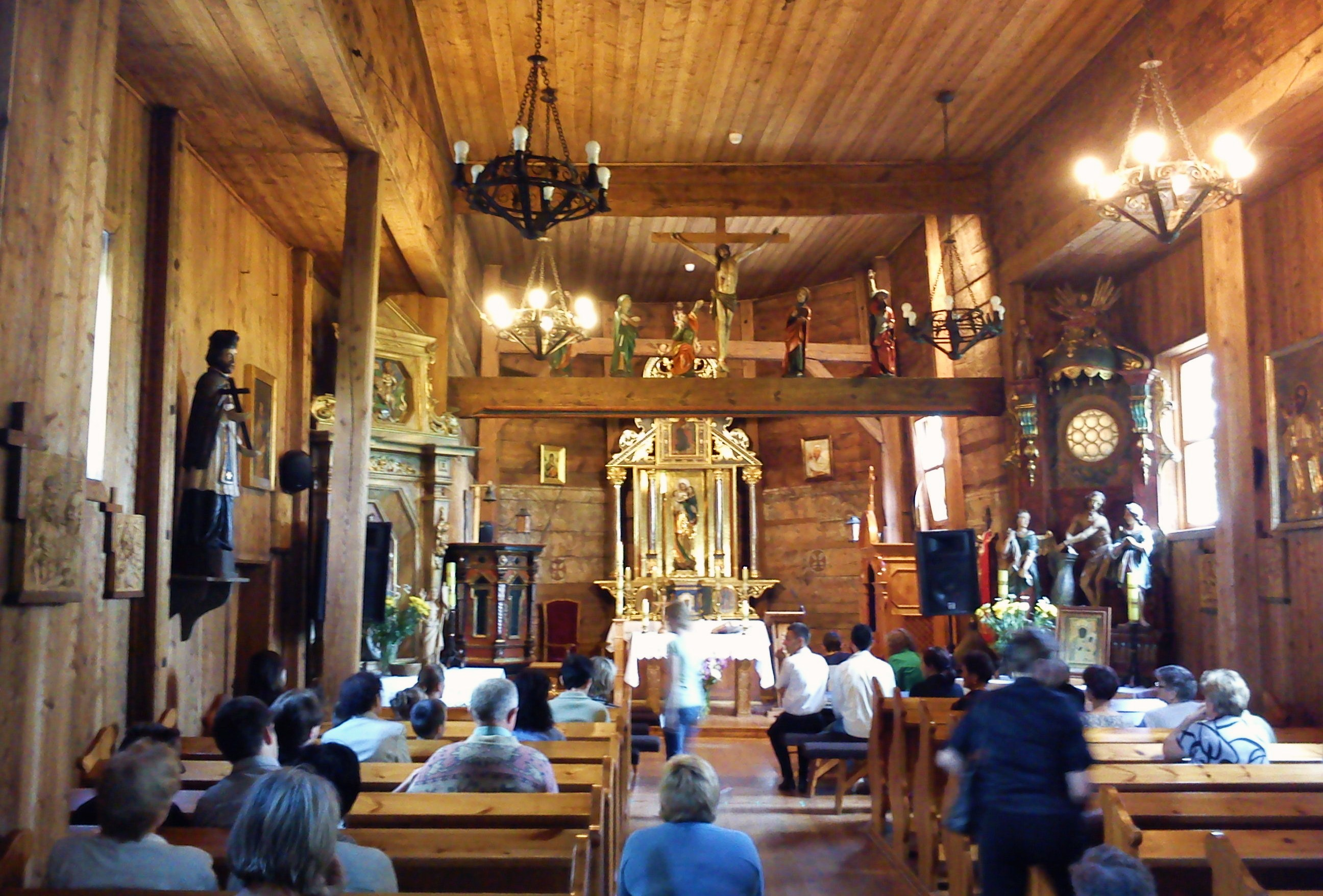
Wnętrze kościoła